# Tomoya Wakahara
Tomoya Wakahara (若原 智哉 Wakahara Tomoya?), född 28 december 1999 i Kusatsu, är en japansk fotbollsspelare.
I maj 2019 blev han uttagen i Japans trupp till U20-världsmästerskapet 2019.